# Serrato (Málaga)
Serrato ist eine Gemeinde in der andalusischen Provinz Málaga (Spanien) mit 453 Einwohnern (Stand: 2024), Montecorteños genannt. Sie liegt auf einer Höhe von 560 m über dem Meeresspiegel in einer als Serranía de Ronda bekannten Berglandschaft, zu der auch die Naturparks Sierra de Grazalema und Sierra de las Nieves gehören. 2014 wurde Serrato von der Nachbargemeinde Ronda eigenständig.

## Geografie und Wirtschaft
Serrato liegt etwa 55 Kilometer nordnordwestlich von Marbella. 

### Klima
Die Temperatur beträgt im Jahresmittel 15 °C und einer jährlichen Niederschlagsmenge von etwa 700 l/m². 

## Sehenswürdigkeiten

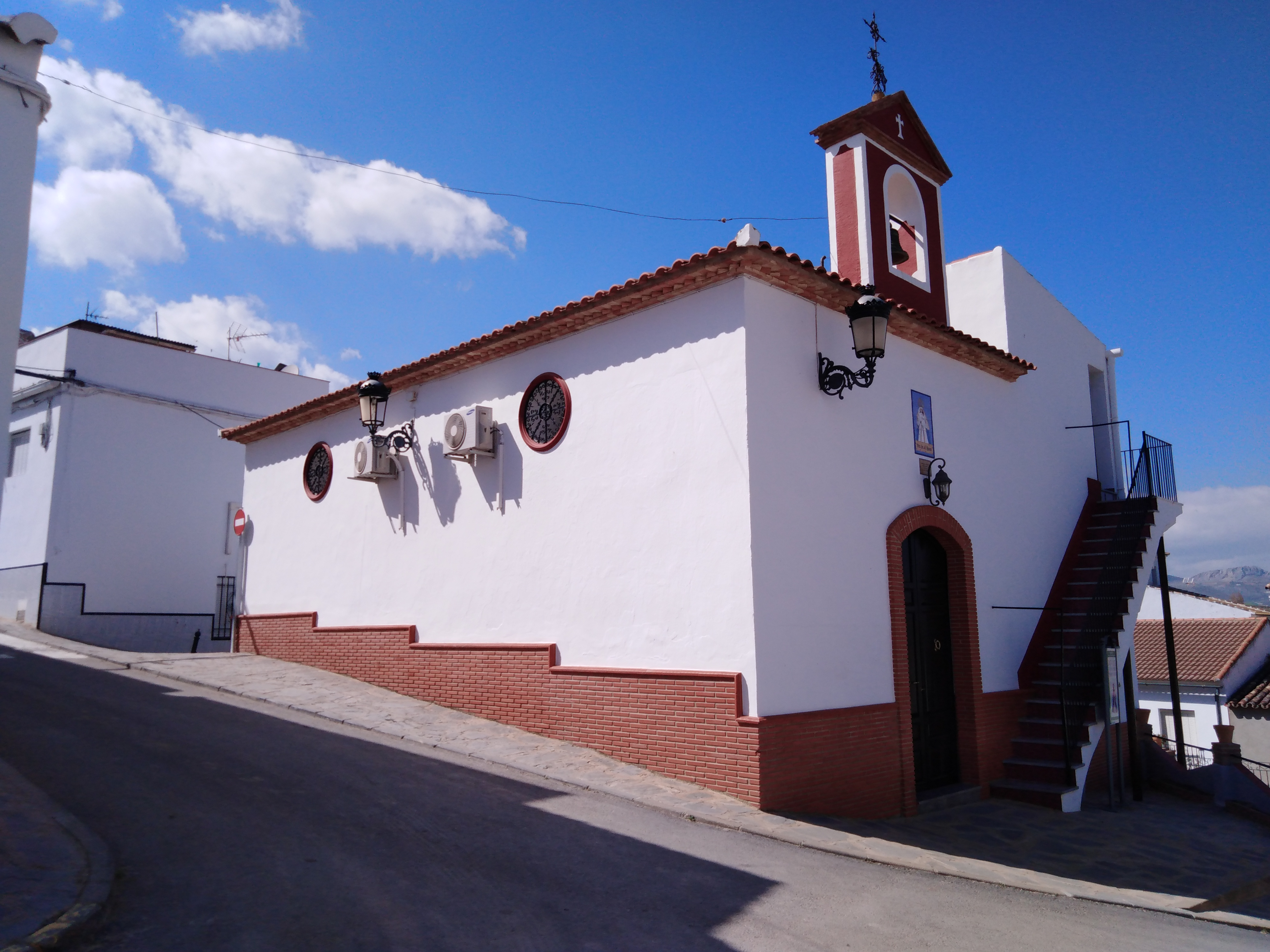
Kirche Unserer Lieben Frau vom Rosenkranz

- Kirche Unserer Lieben Frau vom Rosenkranz